# Giorgio Bernini
Pour les articles homonymes, voir Bernini (homonymie).
Giorgio Bernini (né à Bologne le 9 novembre 1928  et mort dans la même ville le 22 octobre 2020) est un juriste, universitaire et homme politique italien. Il est le père d'Anna Maria Bernini.

## Biographie
Giorgio Bernini est diplômé en droit en 1950 ; avocat depuis 1951 et membre de la cour de cassation depuis 1965. Il a également été professeur d'université à Ferrare (1964-1966), Padoue (1966-1970) et dans des universités étrangères.
Il a  collaboré avec l'ONU où il a été membre de la commission pour le droit commercial international (1969-1972) et de l'organisation non gouvernementale des Nations unies (1986-1994), dont il a été président d'honneur.
Elu à la Chambre des députés en 1994 avec le Pôle des libertés, il a été ministre du Commerce extérieur dans le premier gouvernement Berlusconi. En 1996, il quitte la politique.
En 1999, il  démissionne de l'Autorité antitrust et retourne à la profession d'avocat. En 2001, il est nommé président du réseau ferroviaire italien et vice-président de la Confindustria du Latium.
Giorgio Bernini meurt à Bologne le 22 octobre 2020 à l'âge de 91 ans.